# Mergulhão-prateado
O mergulhão-prateado (Podiceps occipitalis), conhecido popularmente como mergulhão-de-orelha-amarela, é uma ave da família Podicipedidae.
É encontrado na Argentina, Chile, Ilhas Malvinas e Paraguai, bem como na região andina da Bolívia, Colômbia, Equador e Peru. É ave migrante no sudoeste do Brasil. Habita lagos de águas frescas.
Há registro fotográfico da ave em Curitiba, Estado do Paraná, Brasil, no Parque Barigui, em outubro de 2003.
Alimenta-se principalmente de insetos, larva de insetos e pequenos moluscos.

## Subespécies
São reconhecidas duas subespécies:
- Podiceps occipitalis juninensis - localmente nos Andes na Colômbia, norte do Chile e Argentina;
- Podiceps occipitalis occipitalis - Andes do centro da Argentina até a Terra do Fogo e nas Ilhas Malvinas.